# Denis Lorrain
Denis Lorrain (* 29. Juli 1948 in Ithaca, New York) ist ein kanadisch-französischer Komponist und Musikpädagoge.

## Leben
Lorrain wurde 1948 in Ithaca als Sohn kanadischer Eltern geboren. Er studierte ab 1967 bei Jean-Marie Cloutier, Jean Papineau-Couture und André Prévost an der Universität Montreal, wo er von 1970 bis 1973 selbst unterrichtete und von 1970 bis 1972 dem Forschungsteam Informatique-Musique angehörte. 1972–73 setzte er seine Ausbildung an der McGill University bei Bengt Hambraeus, Alcides Lanza, Bruce Mather und Paul Pedersen fort. Daneben nahm er 1973 an Kompositionsklassen von Serge Garant und Iannis Xenakis an der Universität Montreal teil.
Weiterhin besuchte er als Stipendiat des Canada Council 1971 das Arts and Music Computer Symposium in Duluth und 1972 das Center of Mathematics and Automated Music in Bloomington sowie das Centre national d’étude des télécommunications in Paris. 1973–74 studierte er am Institute of Sonology in Utrecht, darauf arbeitete er bis 1975 am Center of Mathematics and Automated Music in Bloomington und 1975–76 im Laboratorium für Computer- und akustische Musik der Universität Aix-Marseille.
1977 begann er ein Studium an der Sorbonne und wurde zugleich Assistent im Departemenht Pädagogik des IRCAM. 1980 kehrte er nach Kanada zurück und unterrichtete bis 1982 Computermusik und Komposition an der Universität Montreal. Danach arbeitete er erneut in verschiedenen Funktionen am IRCAM, ab 1989 als technischer Produktionsberater. Ab 1987 war er stellvertretender Direktor des Departments für elektronische und Computermusik am Konservatorium von Lyon. Unter anderem studierten Raphaèle Biston, Sasha J. Blondeau, Jean-François Cavro und Marzena Komsta bei ihm. 1985 erhielt er die französische Staatsbürgerschaft.
Für seine Komposition Arc, uraufgeführt 1970 in Boston und 1971 vom Quebec Symphony Orchestra aufgeführt, erhielt Lorrain 1970 den BMI Award to Student Composers sowie ein Stipendium der Canadian League of Composers. Einen zweiten BMI Award gewann er 1973 mit seiner Suite für zwei Gitarren. Für Extrema wurde er 1977 mit dem Kompositionspreis Prix Prométhée in Lourdes ausgezeichnet. Die New England Computer Arts Association verlieh ihm für ...black it stood as night 1987 einen Kompositionspreis.

## Werke
- Huit pièces für Klavier, 1968
- Arc für Streichorchester, 1969
- P-A, versions I and II für acht Sprecher, 1970
- P-A, version III für Elektronik, 1971
- L’Angélus für Klarinette und Tonband, 1971, 1987
- Suite für zwei Gitarren, 1972, 1973
- Polyphrase für Kammerorchester, 1973
- Séquence für Orgel, 1973
- Génériques für Elektronik, 1974
- Droite für Elektronik, 1974–76
- Contra mortem für Klarinette, 1975
- Le Talon d’Achille für Flöte, 1976
- P-A, version Luminy für Elektronik, 1976
- Extrema für Orgel und Perkussion, 1977
- Di mi se mai.. für Holzbläserquintett und Tonband, 1979
- Les Portes du sombre Dis für Elektronik, 1979
- ...black it stood as night für Elektronik, 1985
- The Other Shape für Perkussion und Tonband, 1985
- La Nuova ricordanza für zwei Cembali, 1986